# Vilhelm av Conches
Vilhelm av Conches (franska Guillaume de Conches), född 1080 i Conches i Normandie, död 1154, var en fransk medeltidsfilosof och skolastiker.
Vilhelm utövade lärarverksamhet i Paris. Han var påverkad av Platon, till vars dialog Timaios han utgav en kommentar. Inom naturfilosofin anslöt han sig till atomläran. Bland hans skrifter kan nämnas Philosophiæ och Dragmaticon philosophiæ (utgivna 1585).